# Leuctra paleo
Leuctra paleo is een steenvlieg uit de familie naaldsteenvliegen (Leuctridae). De wetenschappelijke naam van de soort is voor het eerst geldig gepubliceerd in 1991 door Poulton & Stewart.